# Dietario de la Generalidad

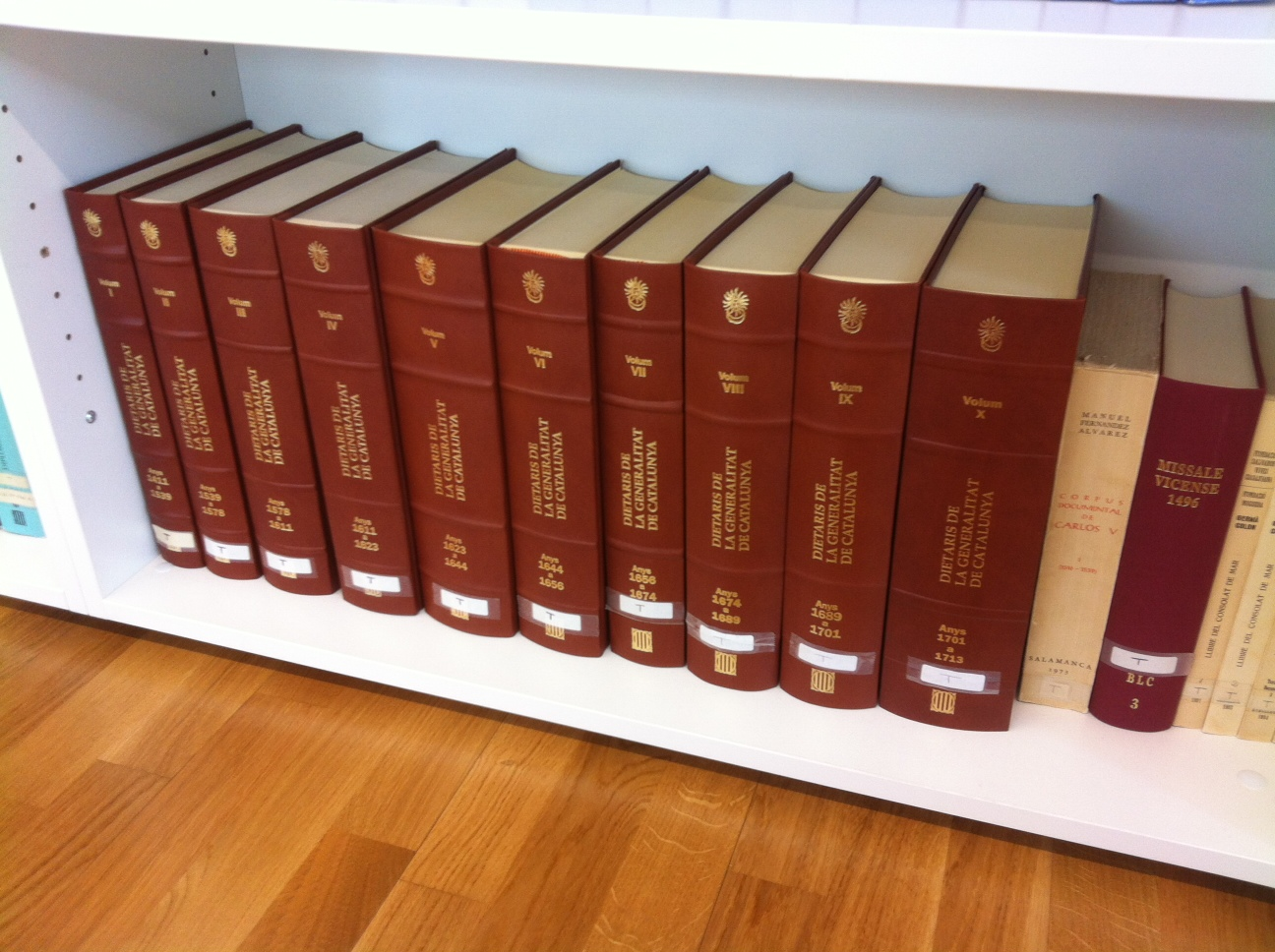
Dietarios encuadernados en el Archivo Comarcal del Vallés Occidental.

El dietario de la Generalidad, o dietario de la Diputación del General, es una compilación y registro diario de los acontecimientos militares, políticos y religiosos del Principado de Cataluña. Esta práctica administrativa diaria se realizó desde 1411 hasta 1714 sin interrupciones destacadas.
Las anotaciones van agrupadas por trienios que empiezan el primero de agosto y acaban el 31 de julio. Se conservan 109 volúmenes manuscritos desde 1411 a 1711. El último volumen hasta 1714 fue destruido en la época borbónica. El autor encargado era el escribano mayor de la Diputación del General. En algunas ocasiones, los autores añadían al texto observaciones al margen, dibujos alusivos a los hechos más destacados y documentos cosidos al dietario (memoriales, cartas, etc.). Los años 1454 a 1472 con Jaume Safont como escribano son los más ricos en informaciones y anotaciones.
Una selección de textos fue editada en 1889 por Josep Coroleu e Inglada. El Instituto de Estudios Catalanes (IEC) emprendió una edición crítica comentada, pero fue destruida en 1939. La Generalidad de Cataluña inició, en 1994, la edición completa y, en junio de 2007, se acabaron de publicar los diez volúmenes previstos desde 1411 a 1714. En septiembre de 2010, la Generalidad de Cataluña puso el texto completo y editado en línea, a disposición de los estudiosos y de todas las personas interesadas en estos documentos de forma gratuita, a través de la web del Diario Oficial de la Generalidad de Cataluña. Son más de quince mil páginas llenas de información, nombres, sucesos, etc.
Empieza el 1 de octubre de 1411 con estas noticias, en catalán antiguo:

Dijous, primer dia d’octobre, any sobredit, en Barchinona, vench lo vescomte d’Illa. Partí micer Guillem de Vallsecha per anar a Tortosa.
Dissapta, a III d’octobre, en Barchinona, partí an Pere Artaguil, conestable de XL servents, per anar al setge del castell de Palau Çaverdera, e en Gem Torres, conestable de XL servents.
Dietari, 1411, pàg. 1

 El 17 de abril de 1456, Jaume Safonts nota sobre la fiesta de Sant Jordi (transcrito en catalán moderno): 

El dissabte dia 17 fou feta crida pública per la ciutat de Barcelona que la festa de Sant Jordi (23 d'abril) fos celebrada per tothom, ja que la Cort General del Principat de Catalunya, que ara celebra reunió al claustre de la catedral de la ciutat, ho ha decretat així.
Jaume Safont

## Ediciones
- Coroleu, Josep (1889). Los dietarios de la generalidad de Cataluña. Barcelona: Tip. de La Vanguardia. pp. 336.
- Jacme, Ça Font (1950).  Marina Mitjà (editriu), ed. Dietari de la Diputació del General de Catalunya, 1454-1472. Barcelona: Associació de Bibliòfils de Barcelona.
- Udina Martorell, Federico (redacció) (1974). Dietari de la Deputació del General de Cathalunya, núm. 46 (1411-1458) i núm. 49 (1458-1512). Col·lecció de Documents Inèdits de l'Arxiu de la Corona d'Aragó (Codoinaca). Barcelona: Diputació Provincial de Barcelona.
- Sans i Travé, Josep Maria (direcció) (1994-2007). Dietaris de la Generalitat de Catalunya. Volum I-X (Edición descagable en línea edición). Barcelona: Generalidad de Cataluña, Departamento de la Presidencia. ISBN 84-393-3150-9. Archivado desde el original el 5 de enero de 2017. Consultado el 2 de febrero de 2017.